# Kapilláris elektrokromatográfia
A kapilláris elektrokromatográfia (capillary electrochromatography, CEC) olyan, a kapilláris elektroforézis készülékben alkalmazható elválasztástechnikai módszer, ahol egy kromatográfiás (HPLC) állófázissal töltött kapillárisban a mintát és a mozgófázist az elektroozmotikus áramlás szállítja. A komponensek elválasztódása kromatográfiás és elektroforetikus hatások kombinációján alapul.